# Vestiarion
Vestiarion – w Cesarstwie Bizantyńskim pierwotnie skarbiec państwowy zawierający przedmioty niepieniężne, w tym również drogocenne szaty. Urząd ten zmienił się w IX wieku w jednostkę odpowiedzialną za wyposażenie floty w broń, mundury oraz wyżywienie. Vestiarionem zarządzał urzędnik nazywany Chartulariosem.